# Fulvio Chávez
Fulvio Milciades Chávez (Luque, 5 de julio de 1993) es un futbolista paraguayo. Juega como mediocampista y su equipo actual es Deportes Valdivia de la Primera B de Chile.

## Trayectoria
Formado en Sportivo Luqueño, debutó profesionalmente en 2012, precisamente en el equipo de su ciudad natal, donde jugó hasta el primer semestre de 2017. En el segundo semestre del mismo año, emigró a Chile para jugar en Deportes Valdivia, que milita en la Primera B de Chile.

## Clubes
| Club              | País     | Año             |
| ----------------- | -------- | --------------- |
| Sportivo Luqueño  | Paraguay | 2012 - 2017     |
| Deportes Valdivia | Chile    | 2017 - Presente |